# Protracheoniscus nivalis
Protracheoniscus nivalis är en kräftdjursart som beskrevs av Karl Wilhelm Verhoeff1936. Protracheoniscus nivalis ingår i släktet Protracheoniscus och familjen Trachelipodidae. Inga underarter finns listade i Catalogue of Life.